# Radical 148
El radical 148, representado por el carácter Han 角, es uno de los 214 radicales del diccionario de Kangxi. En mandarín estándar es llamado 角部, (jiǎo bù, ‘radical «cuerno»’); en japonés es llamado 角部, かくぶ (kakubu), y en coreano 각 (gak).
El radical «cuerno» aparece comúnmente en el lado izquierdo de los caracteres que clasifica (por ejemplo en 觓). En algunas ocasiones puede aparecer en la parte inferior de los caracteres (por ejemplo, en 觜). 

## Nombres populares
- Mandarín estándar: 角, jiǎo, ‘cuerno’.
- Coreano: 뿔각부, ppul gak bu, ‘radical gak-cuerno’.
- Japonés:　角（つの）, tsuno, ‘cuerno’; 角偏（つのへん）, tsunohen, ‘radical «cuerno» en el lado izquierdo del carácter’.[1]
- En occidente: radical «cuerno».

## Galería
| Estilos antiguos                                 | Estilos antiguos                  | Estilos antiguos                        | Estilos antiguos                   | Estilos antiguos                   | Estilos empleados actualmente       | Estilos empleados actualmente  | Estilos empleados actualmente    | Estilos empleados actualmente   | Estilos empleados actualmente  |
|                                                  |                                   |                                         |                                    |                                    |                                     | 角                             | 角                               |                                 |                                |
| 甲骨文 jiǎgǔwén (escritura de huesos oraculares) | 金文 jīnwén (escritura de bronce) | 简帛 jiǎnbó (escritura de bambú y seda) | 篆文 zhuànwén (escritura de sello) | 篆文 zhuànwén (escritura de sello) | 隸書 lìshū (estilo de los escribas) | 楷書 kǎishū (estilo regular)   | 楷書 kǎishū (estilo regular)     | 行書 xǐngshū (estilo corriente) | 草書 cǎoshū (estilo de hierba) |
| 甲骨文 jiǎgǔwén (escritura de huesos oraculares) | 金文 jīnwén (escritura de bronce) | 简帛 jiǎnbó (escritura de bambú y seda) | 大篆 dàzhuàn (sello grande)        | 小篆 xiǎozhuàn (sello pequeño)     | 隸書 lìshū (estilo de los escribas) | 繁體／繁体 fántǐ (tradicional) | 简体／簡體 jiǎntǐ (simplificado) | 行書 xǐngshū (estilo corriente) | 草書 cǎoshū (estilo de hierba) |

## Caracteres con el radical 148
| trazos | carácter                   |
| ------ | -------------------------- |
| + 0    | 角                         |
| + 2    | 觓 觔                      |
| + 4    | 觕 觖 觗 觘 觙             |
| + 5    | 觚 觛 觜 觝 觞             |
| + 6    | 觟 觠 觡 觢 解 觤 觥 触 觧 |
| + 7    | 觨 觩 觪 觫                |
| + 8    | 觬 觭 觮 觯                |
| + 9    | 觰 觱                      |
| + 10   | 觲 觳                      |
| + 11   | 觴                         |
| + 12   | 觵 觶                      |
| + 13   | 觷 觸 觹                   |
| + 14   | 觺                         |
| + 15   | 觻 觼                      |
| + 16   | 觽 觾                      |
| + 18   | 觿                         |